# Guarniero IV
Guarniero IV (in tedesco Werner o Walaho) (... – probabilmente prima dell'891) fu conte a Wormsgau dopo l'840, esponente della dinastia dei Walahonidi. Probabilmente fu un ascendente della dinastia salica.

## Biografia
Guarniero sposò Oda, una figlia di Roberto III († prima dell'834) della dinastia dei Robertingi, conte a Wormsgau ed a Oberrheingau, e di Viltrude d'Orleans. Oda era una sorella di Gontrano e di Roberto il Forte. A Roberto III seguirono come conti a Wormsgau i suoi figli Gontrano (fino all'837) e Roberto il Forte (fino a dopo l'840): ad essi successe il loro cognato Guarniero, il quale prese il controllo della contea dopo che Roberto il Forte partì per il regno dei Franchi Occidentali.
Una probabile figlia di Guarniero fu Viltrude (attestata nel 903-933), che sposò il conte della dinastia corradinide Eberardo († 902/903) di Niederlahngau e di Ortenau; essa fu probabilmente la madre di Corrado Kurzbold.
Un altro possibile figlio fu Guarniero V.